# Saint-Soupplets
 Saint-Soupplets  es una población y comuna francesa, en la región de Isla de Francia, departamento de Sena y Marne, en el distrito de Meaux y cantón de Dammartin-en-Goële.

## Demografía
| 656 | 757 | 1122 | 2008 | 2721 | 2890 |
| Para los censos de 1962 a 1999 la población legal corresponde a la población sin duplicidades (Fuente: INSEE [Consultar]) |     |      |      |      |      |